# Claude Vital
Claude Elie Vital (né le 1er novembre 1933 à Oran, alors en Algérie française et mort le 19 avril 2022 à Rambouillet) est un réalisateur et scénariste français, .

## Biographie
Claude Vital a été assistant de Georges Lautner avant de passer à la réalisation de comédies dans les années 1970.

## Filmographie

### Comme réalisateur

#### Cinéma
- 1974 : OK patron avec Jacques Dutronc et Mireille Darc
- 1976 : Le Chasseur de chez Maxim's avec Michel Galabru et Francis Perrin
- 1977 : Le Maestro avec Jean Lefebvre et Daniel Ceccaldi
- 1979 : Le Temps des vacances avec Eléonore Klarwein et Daniel Ceccaldi
- 1980 : Une merveilleuse journée avec Stéphane Hillel et Michel Galabru
- 1983 : Si elle dit oui... je ne dis pas non avec Mireille Darc et Pierre Mondy

#### Télévision
- 1990 : Tout ou presque
- 1991 : Maxime et Wanda : Les belles ordures
- 1991 : Quiproquos !
- 1992 : Aldo tous risques (1 episode - Direct au cœur)

### Comme assistant-réalisateur
- 1959 : Marche ou crève de Georges Lautner
- 1960 : Arrêtez les tambours de Georges Lautner
- 1961 : Le Monocle noir de Georges Lautner
- 1961 : Le Septième Juré de Georges Lautner
- 1962 : L'Œil du monocle de Georges Lautner
- 1963 : Les Tontons flingueurs de Georges Lautner
- 1963 : Des pissenlits par la racine de Georges Lautner
- 1964 : Le Monocle rit jaune de Georges Lautner
- 1964 : Les Barbouzes de Georges Lautner
- 1965 : Galia de Georges Lautner
- 1966 : Ne nous fâchons pas de Georges Lautner
- 1966 : Avec la peau des autres de Jacques Deray
- 1967 : La Blonde de Pékin de Nicolas Gessner
- 1967 : La Grande Sauterelle de Georges Lautner
- 1968 : Le Pacha de Georges Lautner
- 1968 : Faut pas prendre les enfants du bon Dieu pour des canards sauvages de Michel Audiard
- 1969 : Sur la route de Salina de Georges Lautner
- 1970 : Laisse aller, c'est une valse de Georges Lautner
- 1970 : Les Choses de la vie de Claude Sautet
- 1971 : Il était une fois un flic de Georges Lautner
- 1971 : La saignée de Claude Mulot
- 1971 : Sapho ou La fureur d'aimer de Georges Farrel
- 1972 : Quelques messieurs trop tranquilles de Georges Lautner
- 1973 : Une larme dans l'océan de Henri Glaeser
- 1973 : La Valise de Georges Lautner
- 1973 : Profession : Aventuriers de Claude Mulot

### Conseiller technique
- 1983 : L'Été de nos quinze ans de Marcel Jullian avec Michel Sardou et Cyrielle Clair